# Linha Bar-Lev
A Linha Bar-Lev (em hebraico:  קו בר לב, Kav Bar Lev; em árabe: خط برليف) era uma cadeia de fortificações construídas por Israel ao longo da costa oriental do Canal de Suez após a conquista da Península do Sinai no Egito, em 1967, durante a Guerra dos Seis Dias.
A Linha Bar-Lev, embora considerada uma obra rudimentar, era uma genial arquitetura militar que lembrava a extinta cadeia de fortificações francesas, a Linha Maginot. Através de planejamento detalhado e execução precisa, a Linha Bar-Lev "aparentemente intransponível" foi penetrada por forças egípcias no ataque surpresa de 6 de outubro de 1973, a Operação Badr, que iniciou a Guerra do Yom Kippur na frente sul. A Linha foi a primeira estrutura de defesa a ser erodida em questão de horas com uso de água pressurizada, tornando o feito, um acontecimento inédito e sem precedentes nos anais da engenharia militar.

## História
O sistema de fortificações israelenses, denominado Linha Bar-Lev, foi construído logo após a Guerra dos Seis Dias em paralelo à margem leste do Canal de Suez e seu nome é uma menção honrosa inspirado ao seu criador, o arquiteto e coronel Haim Bar-Lev. Ele ergueu uma muralha movendo a areia do deserto com tanques de guerra adaptados.
A Linha Bar Lev evoluiu a partir de um grupo de fortificações rudimentares colocadas ao longo da linha do canal. Em resposta aos bombardeios da artilharia egípcia durante a Guerra de Atrito, Israel desenvolveu as fortificações em um elaborado sistema de defesa abrangendo 150km ao longo do Canal de Suez, com exceção do Grande Lago Amargo (onde uma travessia do canal era improvável devido à largura do lago). A linha recebeu o nome do chefe do Estado-Maior israelense, Haim Bar-Lev. A linha foi construída no Canal de Suez, uma barreira de água única que Moshe Dayan descreveu como “uma das melhores valas antitanque do mundo”.

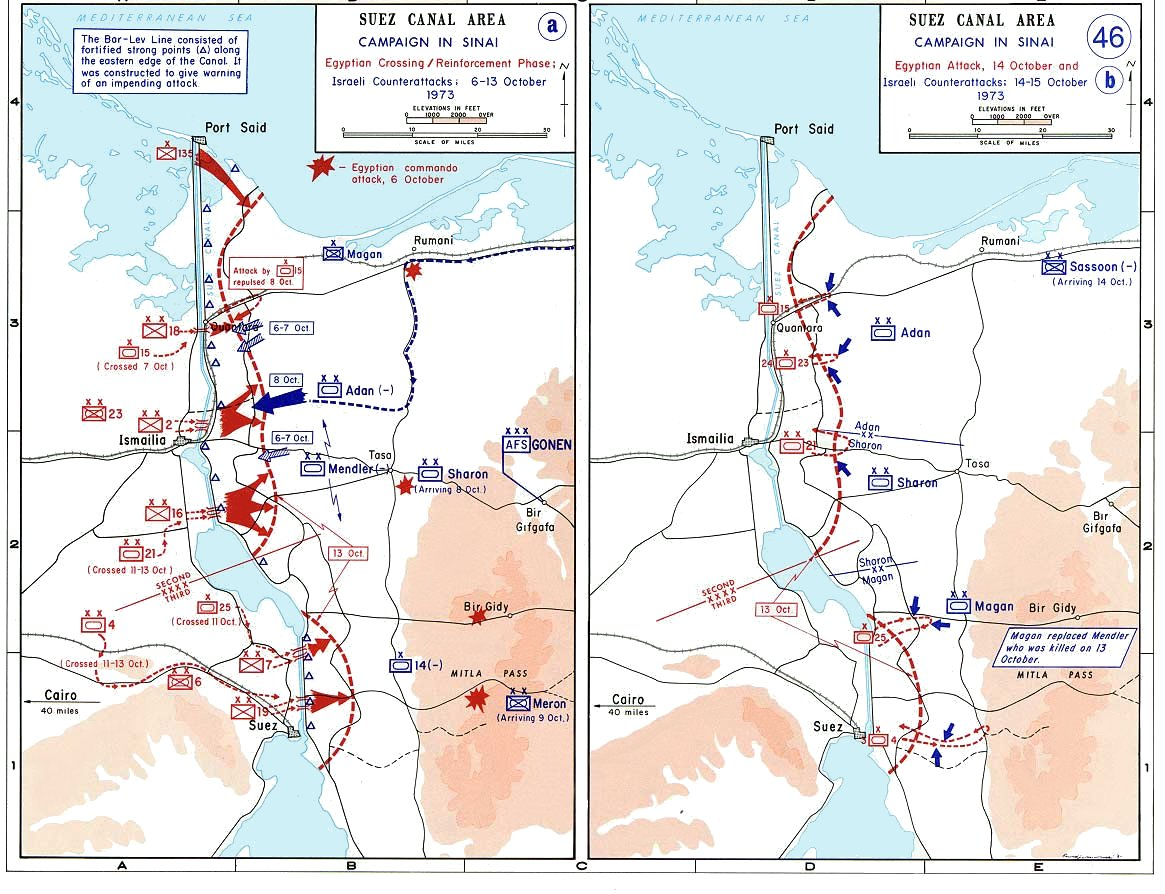
Mapas com o progresso da frente de Suez na Guerra do Yom Kippur, 6-15 outubro de 1973. Os fortes da Linha Bar-Lev estão marcados no primeiro mapa.

A Linha Bar-Lev custou cerca de 300 milhões de dólares em 1973 e incorporava uma maciça parede contínua de areia, argila e cascalho que acompanhava todo o canal (exceto no Lago Amargo), e era apoiada por uma parede de concreto. A parede, que variava de 20 a 25 metros de altura e estava inclinada com ângulos de 45 a 65 graus. O muro de areia e o seu apoio de concreto impediriam quaisquer unidades blindadas ou anfíbias de desembarcar na margem leste do Canal de Suez sem preparações de engenharia. Planejadores israelenses estimavam que levaria pelo menos 24 horas, provavelmente um total de 48 horas para os egípcios romperem o muro de areia e estabelecer uma ponte sobre o canal.
Imediatamente atrás da parede de areia, corria a linha de frente das fortificações israelenses.
Havia 22 fortes, que foram projetados para ser ocupados por um pelotão de 22 a 50 soldados, sendo construídos em média a menos de 5 km um do outro. O perímetro de um forte media de 200 a 350 metros, estes fortes incorporavam trincheiras, campos minados e arame farpado. Os maiores tinham até 26 bunkers com metralhadoras médias e pesadas, 24 abrigos de tropas, seis posições de morteiros, quatro com armas antiaérea, e três posições de armas antitanques.
Entre os 500 e 1000 metros de distância ao canal foram preparadas posições de disparo destinadas a serem ocupadas pelos tanques designados para o apoio aos fortes. Além disso, havia 11 fortalezas localizadas de 5 a 8 km (3-5 milhas)  atrás do canal, que foram construídas em colinas.
Para apoiar a Linha Bar-Lev, Israel construiu um elaborado sistema de estradas. Três estradas principais corriam no sentido norte-sul. A primeira era a "Lexicon Road" (ou Estrada da Infantaria), correndo paralelo ao canal, o que permitia os israelenses de se mover entre as fortificações e patrulhar o canal. A segunda era a "Estrada da Artilharia", em torno de 10 a 12 km do canal, seu nome era devido às 20 posições de artilharia e defesa aérea nela localizadas e que também ligava áreas de concentração de blindados e bases logísticas. A "Estrada Lateral" (Estrada Abastecimento), a 30 km do canal, fora concebida para permitir a concentração das reservas operacionais israelenses que, em caso de uma ofensiva egípcia, deveriam contra-atacar as forças inimigas. Uma série de outras estradas foram construidas no sentido leste a oeste, "Quantara Road", "Hemingway Road", e "Jerusalém Road", concebidas para facilitar o movimento de tropas israelenses em direção ao canal.

## Planejamento do assalto

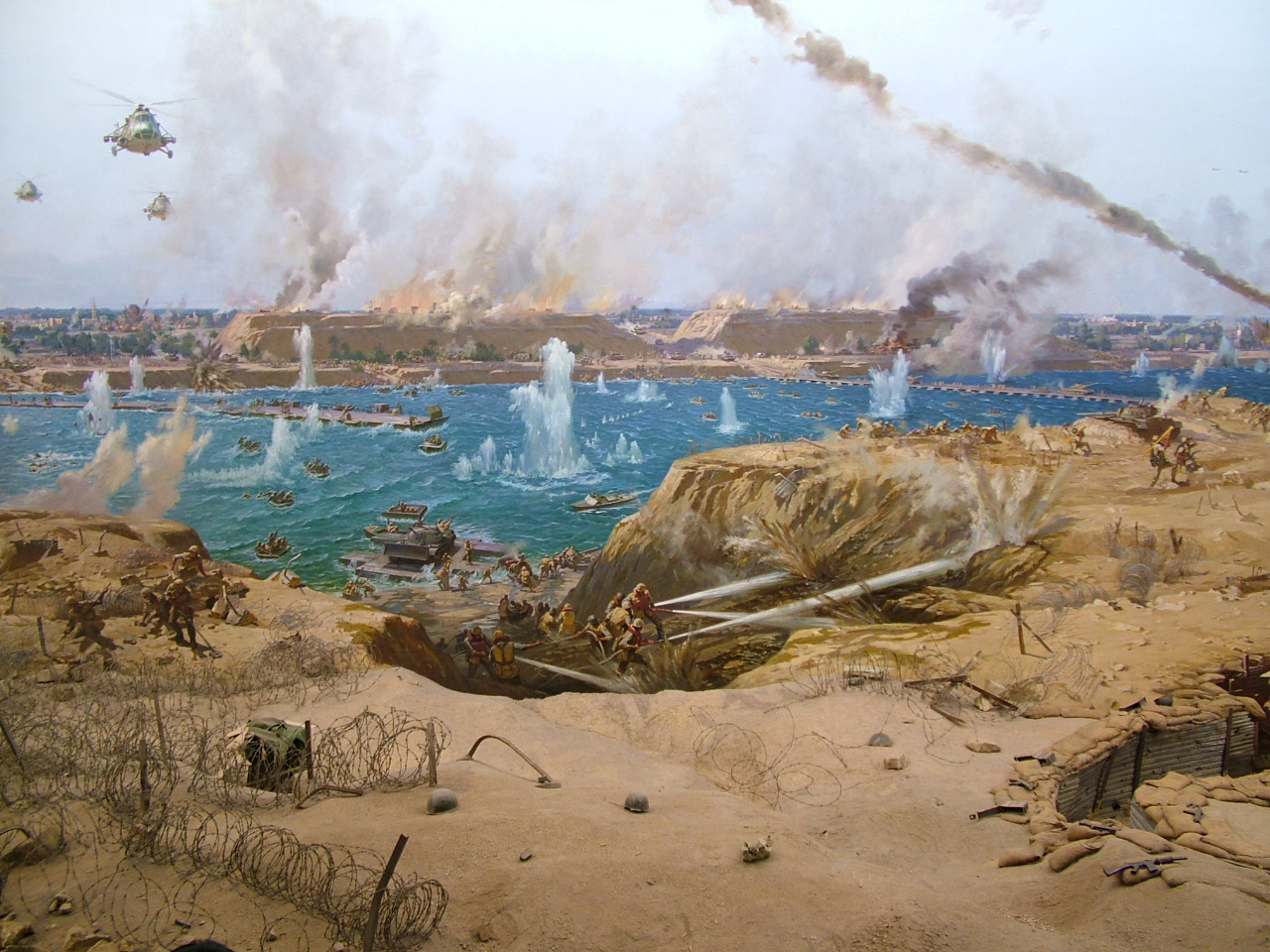
Concepção artística do efeito erosivo, conseguido artificialmente com bombas hidráulicas, usado pelo exercito egípcio (arquivo histórico do exercito) na tomada do Sinai

Um jovem oficial egípcio que acompanhou a construção da Represa Alta de Assuã, Baki Zaki Yousef, propôs ao presidente Gamal Abdel Nasser que a única solução para acabar com o dilema que desafiava a imaginação de seus superiores, seria cortar uma passagem pela muralha usando um sistema de bombeamento hidráulico, semelhante ao usado na represa do Rio Nilo. Ao por em teste na ilha de Albulah Ismailia os militares egípcios apoiaram a ideia e logo adquiriram 300 bombas britânicas, sendo suficiente cinco destas para moverem 1 500 metros cúbicos de areia em 3 horas, que segundo seus cálculos, seria a quantidade necessária para erodir as bases da barreira linha Bar-Lev abrindo uma  brecha por onde pudessem passar as tropas egípcias.

Para garantir o fator surpresa numa única investida, os oficiais de engenharia adquiriram em 1972, das indústrias alemãs, outras 150 bombas mais poderosas e essas movidas a diesel. Assim, com uma combinação de três bombas inglesas e duas bombas alemãs, além de reduzir o tempo necessário para o corte em duas horas, permitia que atacassem em várias frentes.

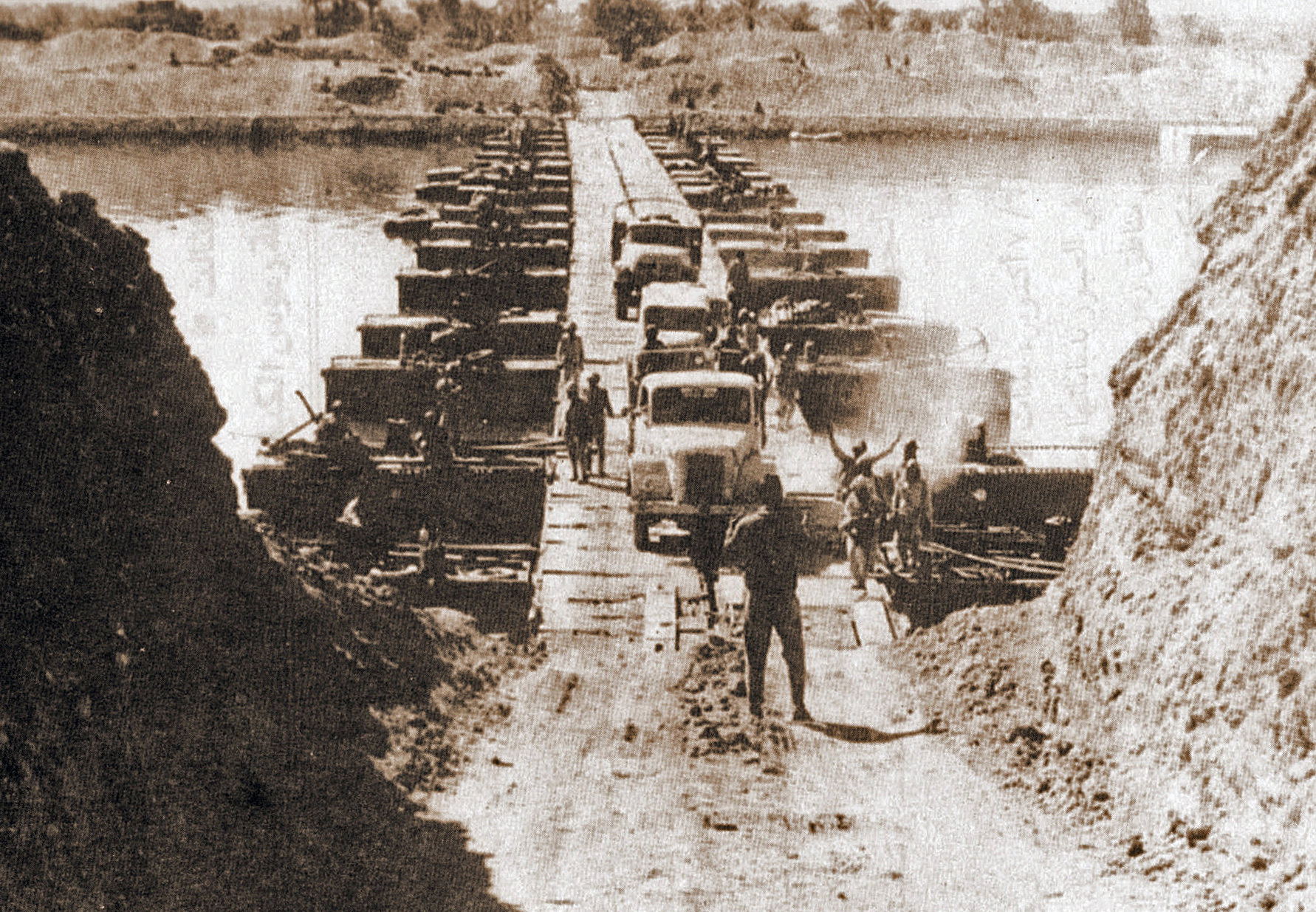
Batalhão de engenharia do Egito cruzam o Canal de Suez em outra abertura na linha Bar-Lev

Assim os fortes esguichos lançados a uma certa distância do obstáculo, pelo canhão de água, causariam uma erosão focada sob a topografia dos alicerces , originaria um deslizamento de terra, levando consigo as cassamatas e a artilharia israelense instaladas de 20 a 25 metros acima do espelho de água do canal de Suez.
Estes poderosos jatos de água, assoreando quase três milhões de metros cúbicos de terra, abriram 81 lacunas, no primeiro dia de combate. [carece de fontes?]
Para terem certeza do sucesso, os egípcios tinham preparado para o assalto em frente ao canal cinco divisões, totalizando 100 mil soldados, 1 350 tanques e 2 mil canhões e morteiros pesados para o ataque. Enfrentando eles havia aproximadamente 450 soldados da Brigada de Jerusalém, espalhados em 16 fortes ao longo do comprimento do Canal. Havia 290 tanques israelenses em todo o Sinai divididos em três brigadas de blindados, e apenas uma delas estava perto do Canal quando as hostilidades começaram.

## Conflito

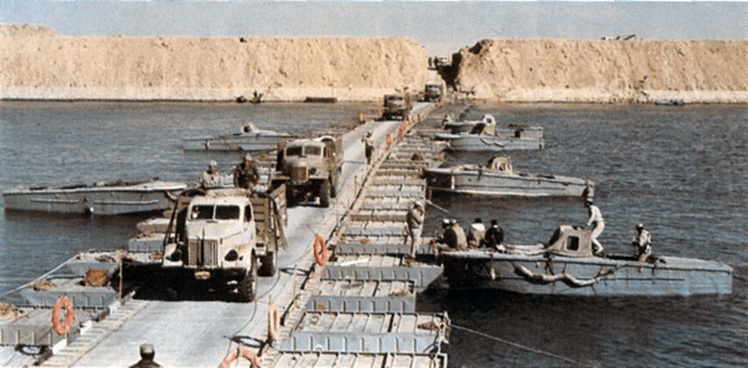
Ao fundo tem-se uma ideia da altura da barreira.

Os egípcios começaram seu ataque aéreo e de artilharia simultaneamente enviando 250 aviões, MiG-21, MiG-19 e MiG-17 para os alvos designados no Sinai. Enquanto isso, 2 mil peças de artilharia abriram fogo contra as fortificações ao longo da linha Bar-Lev, uma barragem, que durou 53 minutos.

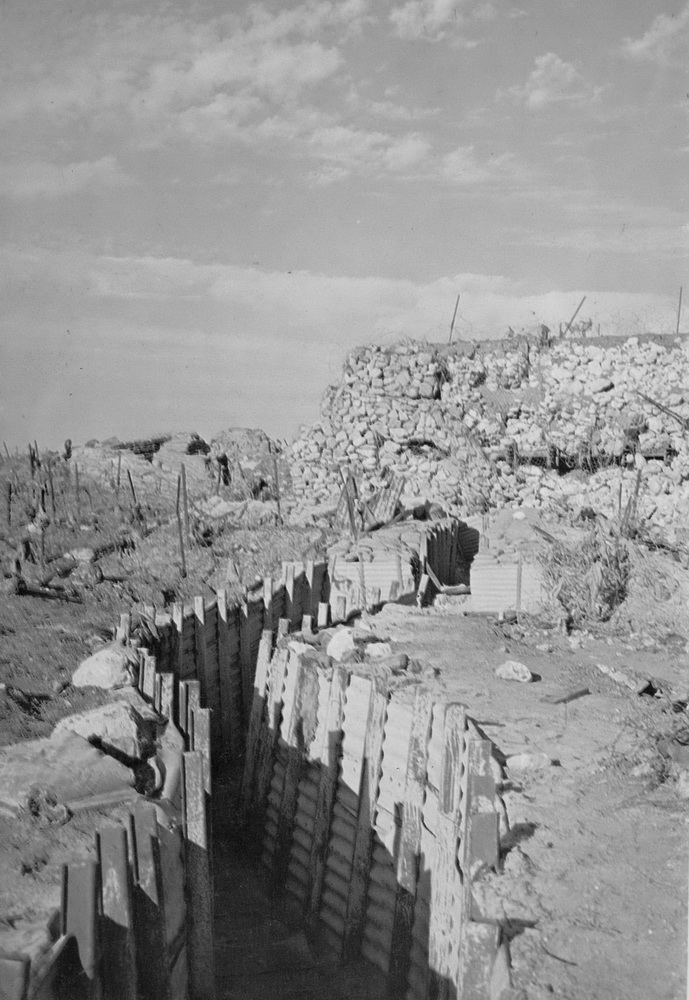
No topo da linha Bar-lev.

Na primeira hora da guerra, o corpo de engenharia egípcio enfrentou a barreira de areia. Setenta grupos de engenharia, cada um responsável por abrir uma única passagem, trabalhou a partir de barcos de madeira. Um desses era liderado pelo criador da ideia Baki Zaki. Com mangueiras ligados a bombas de água, eles começaram a atacar o obstáculo de areia. Muitas passagens foram feitas dentro de duas a três horas após o início das operações - de acordo com a programação, no entanto, em vários lugares os engenheiros tiveram problemas inesperados.
Embora fosse previsto, em treinamentos, o material assoreado na abertura da barreira, em em algumas áreas virou lama, com quase um metro de profundidade , exigindo que os engenheiros recorressem a utilização de pisos diversos, como placas de madeira, pedra, sacos de areia, placas de aço, ou redes metálicas para garantir a passagem de veículos o mais breve possível.
O Terceiro Exército, em particular, teve dificuldade no corte da muralha porque em alguns lugares a argila mostrava-se mais resistente a erosão hídrica do que a areia do deserto e, consequentemente, sofrendo atraso nesses pontos. O que permitiu aos engenheiros do Segundo Exército a conclusão do corte a montagem de suas pontes com balsas no prazo de nove horas, enquanto o Terceiro Exército, devido a argila, precisou de mais que 16 horas.
Dos 441 israelenses que guarneciam a linha Bar-Lev no início da guerra, 126 foram mortos e 161 capturados. O forte de Budapeste, no extremo norte, perto da cidade mediterrânea de Port Said permaneceu em mãos israelenses durante todo o conflito, enquanto todos os outros fortes foram conquistados.

## Comentários
De acordo com o historiador Rabinovich, do ponto de vista estratégico, a Linha Bar-Lev foi um grande erro - muito pouco guardado por soldados para ser uma linha defensiva eficaz.
Ariel Sharon, que foi nomeado em 1969 para o comando da fronteira sul, criticou a defesa estática da linha Bar-Lev, e propôs, uma defesa móvel.[carece de fontes?]
Atualmente a área da Linha Bar-Lev está proibida ao acesso público; contudo, várias fortificações estão acessíveis como museus ao público sem restrição. São elas: Nozel, Lakekan, Notsa e Tzeidar. O custo do bilhete para visitá-las é de cerca de 2 a 3 dólares americanos.[carece de fontes?]